# Saint-Fort
Saint-Fort is een plaats en voormalige gemeente in het Franse departement Mayenne in de regio Pays de la Loire en telt 1571 inwoners (1999). De plaats maakt deel uit van het arrondissement Château-Gontier.

## Geschiedenis
Saint-Fort is op 1 januari 2019 gefuseerd met de gemeenten Azé en Saint-Fort tot de gemeente Château-Gontier-sur-Mayenne.

## Geografie
De oppervlakte van Saint-Fort bedraagt 10,8 km², de bevolkingsdichtheid is 145,5 inwoners per km².
De onderstaande kaart toont de ligging van Saint-Fort met de belangrijkste infrastructuur en aangrenzende gemeenten.

## Demografie
Onderstaande figuur toont het verloop van het inwonertal (bron: INSEE-tellingen).

## Geboren
- Freddy Bichot (1979), wielrenner

Azé · Château-Gontier · Saint-Fort